# Фэн Сяоган
Фэн Сяоган (кит. трад. 馮小剛, упр. 冯小刚, пиньинь Féng Xiǎogāng; род. 1958) — китайский кинорежиссёр, актёр и сценарист.

## Биография
Работал художником в художественном ансамбле пекинского гарнизона Народно-освободительной армии Китая. В 1977 году пытался поступить в Центральный театральный институт и Пекинский институт кинематографии, однако провалился на экзаменах. Работу в кинематографе начал в 1985 году, художником Пекинского центра телеискусства, где также начал писать сценарии. В этот период он познакомился с писателем Ван Шо, с которым они совместно написали сценарий к комедийному сериалу «Редакция».
Получил известность после снятой по роману Ван Шо комедии «Фабрика грёз» (1997), которая стала успешной по кассовым сборам в Китае. Сяоган продолжил работать в комедийном жанре, сняв затем картины «Не уходи, пока не увидимся», «Счастливые похороны», также получившие успех в Китае. В июле 2004 года американский журнал BusinessWeek включил режиссёра в ежегодный рейтинг «Звёзды Азии в 2004 году» (Stars of Asia), куда входят 25 выдающихся личностей азиатских стран. Как отмечалось в журнале, Сяоган является «возможно, самым успешным режиссёром, работающим в континентальном Китае».
Фильм Фэна «Во имя чести», вышедший на экраны в 2007 году, рассказывает о событиях Гражданской войны в Китае.

## Фильмография

### Режиссёр
| Год  |   | Название                          | Примечание |
| ---- | - | --------------------------------- | ---------- |
| 1994 | ф | Навсегда ушедшая вместе с любовью | Режиссёр   |
| 1997 | ф | Фабрика грёз                      | Режиссёр   |
| 1998 | ф | Не уходи, пока не увидимся        | Режиссёр   |
| 1999 | ф | Извини, малышка                   | Режиссёр   |
| 2000 | ф | Вздох                             | Режиссёр   |
| 2001 | ф | Счастливые похороны               | Режиссёр   |
| 2003 | ф | Сотовый телефон                   | Режиссёр   |
| 2004 | ф | Мир без воров                     | Режиссёр   |
| 2006 | ф | Убить императора                  | Режиссёр   |
| 2007 | ф | Во имя чести                      | Режиссёр   |
| 2008 | ф | Нечестных прошу не беспокоить     | Режиссёр   |
| 2010 | ф | Землетрясение                     | Режиссёр   |
| 2010 | ф | Нечестных прошу не беспокоить 2   | Режиссёр   |
| 2012 | ф | Вспоминая 1942                    | Режиссёр   |
| 2013 | ф | Личный портной                    | Режиссёр   |
| 2016 | ф | Я не Пань Цзиньлянь               | Режиссёр   |
| 2017 | ф | Молодость                         | Режиссёр   |

### Актёр
| Год  |   | Русское название                   | Оригинальное название | Роль                     |
| ---- | - | ---------------------------------- | --------------------- | ------------------------ |
| 1995 | ф | Солнечные дни                      | 阳光灿烂的日子        | господин Ху              |
| 1997 | ф | Фабрика грёз                       | 甲方乙方              | Цянь Кан                 |
| 2000 | ф | Отец                               | 冤家父子              | Ма Лишэн                 |
| 2001 | ф | Свидетельство о браке              | 谁说我不在乎          | изготовитель фальшивок   |
| 2004 | ф | Разборки в стиле кунг-фу           | 功夫                  | главарь банды "Крокодил" |
| 2005 | ф | Подожди, пока подрастёшь           | 童梦奇缘              | Бум                      |
| 2009 | ф | Великое дело основания государства | 建国大业              | Ду Юэшэн                 |
| 2010 | ф | Настоящая легенда                  | 苏乞儿                | карманник                |
| 2010 | ф | Пусть летят пули                   | 让子弹飞              | советник Тан             |
| 2015 | ф | Мистер Шесть                       | 老炮儿                | Мистер Шесть             |
| 2023 | ф | Мой Хатико                         | 忠犬八公              | Чэнь Цзинсю              |